# بیولیو، کانتال
بیولیو (به فرانسوی: Beaulieu) یک کمون (فرانسه) در فرانسه است که در canton of Champs-sur-Tarentaine-Marchal واقع شده‌است. بیولیو ۷٫۶۴ کیلومتر مربع مساحت دارد.